# Cục Kỹ thuật (Quân đội nhân dân Việt Nam)
Cục Kỹ thuật là cơ quan bảo đảm kỹ thuật ở cấp quân khu, quân đoàn, quân chủng (và tương đương) chịu sự chỉ huy trực tiếp toòa diện, thuộc quyền của Đảng ủy hoặc Bộ Tư lệnh cấp mình, chịu sự chỉ đạo của Tổng cục Kỹ thuật về nghiệp vụ, đồng thời là cơ quan nghiệp vụ cấp trên của Phòng (ban) kỹ thuật ngành dọc cấp dưới trực thuộc. Được tổ chức từ năm 1974 trên cơ sở tách Cục hậu cần thành hai cơ quan là Cục Hậu cần và Cục Kỹ thuật.

## Chức năng
Cục Kỹ thuật có chức năng giúp Đảng ủy và Bộ Tư lệnh hoặc thủ trưởng cấp mình quản lý công tác bảo đảm kỹ thuật, đồng thời là cơ quan nghiệp vụ cấp trên của Phòng (ban) kỹ thuật đơn vị cấp dưới trực thuộc. Hoạt động dưới sự lãnh đạo trực tiếp của đảng ủy, sự chỉ đạo, hướng dẫn của Thủ trưởng cùng cấp và sự chỉ đạo, hướng dẫn của Tổng cục Kỹ thuật.

## Tổ chức chung

### Tổ chức Đảng
Từ năm 2006 thực hiện chế độ Chính ủy, Chính trị viên trong Quân đội. Tổ chức Đảng bộ như sau:
- Đảng bộ Quân khu, Quân đoàn và tương đương là cao nhất.
- Đảng bộ Cục Kỹ thuật thuộc Đảng bộ Quân khu, Quân đoàn và tương đương
- Đảng bộ các đơn vị trực thuộc Cục Kỹ thuật (tương đương cấp Tiểu đoàn và Trung đoàn)
- Chi bộ các cơ quan đơn vị trực thuộc các đơn vị cơ sở (tương đương cấp Đại đội)

Ban Thường vụ của Cục Kỹ thuật gồmː
- Bí thư Đảng ủy Cục Kỹ thuậtː Thường là Chính ủy Cục Kỹ thuật đảm nhiệm
- Phó Bí thư Đảng ủy Cục Kỹ thuậtː Thường là Chủ nhiệm Kỹ thuật đảm nhiệm.
- Ủy viên Thường vụ Cục Kỹ thuậtː Thường là các Phó Chủ nhiệm Kỹ thuật còn lại.

### Tổ chức chính quyền

#### Lãnh đạo chỉ huy
- Chủ nhiệm Kỹ thuậtː 01 người. Trần quân hàm Đại tá
- Chính ủyː 01 người. Trần quân hàm Đại tá
- Phó Chủ nhiệm Kỹ thuậtː từ 2-3 người. Trần quân hàm Đại tá.

#### Các cơ quan chức năng
1. Phòng Tham mưu
2. Phòng Chính trị
3. Phòng Hậu cần
4. Phòng Kỹ thuật
5. Phòng Xe - Máy
6. Phòng Quân khí
7. Ban Tài chính
8. Ban Tiêu chuẩn - Đo lường - Chất lượng
9. Các Phòng đặc chủng theo ngành

#### Các đơn vị cơ sở
1. Xưởng sửa chữa tổng hợp
2. Tiểu đoàn sửa chữa tổng hợp
3. Các Kho Xe - Máy
4. Các Kho Quân khí

## Hệ thống cơ quan kỹ thuật
- Tổng cục Kỹ thuật thuộc Bộ Quốc phòng
- Cục Kỹ thuật thuộc các Quân khu, Quân chủng, Tổng cục, Bộ đội Biên phòng, Cảnh sát biển, Bộ Tư lệnh Thủ đô Hà Nội, Quân đoàn, Binh chủng và tương đương.
- Phòng Kỹ thuật thuộc các Sư đoàn, Lữ đoàn, Vùng Cảnh sát biển, Bộ CHQS tỉnh, thành phố trực thuộc TW, Bộ CHBP tỉnh, thành phố trực thuộc TW và tương đương.
- Ban Kỹ thuật thuộc các Trung đoàn, Ban chỉ huy quân sự quận, huyện, thị xã và tương đương.

## Tổ chức cụ thể

### Cục Kỹ thuật thuộc Quân khu
- Cục Kỹ thuật Quân khu 1
- Cục Kỹ thuật Quân khu 2
- Cục Kỹ thuật Quân khu 3
- Cục Kỹ thuật Quân khu 4
- Cục Kỹ thuật Quân khu 5
- Cục Kỹ thuật Quân khu 7
- Cục Kỹ thuật Quân khu 9
- Cục Kỹ thuật Bộ Tư lệnh Thủ đô Hà Nội

### Cục Kỹ thuật thuộc Quân chủng
- Cục Kỹ thuật Quân chủng Hải quân
- Cục Kỹ thuật Quân chủng Phòng không - Không quân
- Cục Kỹ thuật Bộ đội Biên phòng
- Cục Kỹ thuật Cảnh sát biển

### Cục Kỹ thuật thuộc Tổng cục
- Cục Kỹ thuật Tổng cục Tình báo
- Cục Kỹ thuật Tổng cục Công nghiệp Quốc phòng

### Cục Kỹ thuật thuộc Quân đoàn
- Cục Kỹ thuật Quân đoàn 1
- Cục Kỹ thuật Quân đoàn 2
- Cục Kỹ thuật Quân đoàn 3
- Cục Kỹ thuật Quân đoàn 4

### Cục Kỹ thuật thuộc Binh chủng
- Cục Kỹ thuật Binh chủng Pháo binh
- Cục Kỹ thuật Binh chủng Đặc công
- Cục Kỹ thuật Binh chủng Công binh
- Cục Kỹ thuật Binh chủng Hóa học
- Cục Kỹ thuật Binh chủng Tăng Thiết giáp
- Cục Kỹ thuật Binh chủng Thông tin liên lạc